# Tailgating

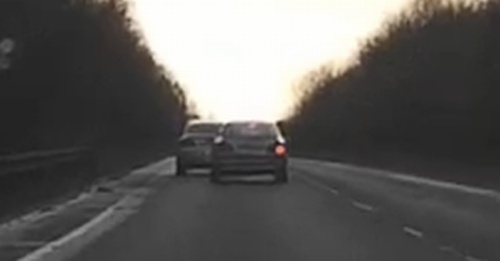
Un exemplu tipic de tailgating. Prima mașină este urmată foarte îndeaproape de o alta.

Tailgating-ul este acțiunea unui șofer de a conduce în spatele unui alt vehicul fără a lăsa o distanță suficientă pentru a opri fără a provoca o coliziune dacă vehiculul din față oprește brusc.
Distanța de siguranță⁠(d) pentru urmărirea unui alt vehicul variază în funcție de diverși factori, inclusiv viteza vehiculului, condițiile meteorologice, vizibilitatea și alte condiții rutiere. Unele jurisdicții pot solicita un interval minim de o distanță sau un interval de timp specificat. Atunci când urmați vehicule grele sau în condiții mai puțin ideale (de exemplu, lumină slabă sau ploaie), se recomandă o distanță mai mare, din cauza creșterii timpilor de reacție și a distanțelor de oprire sau pentru că oboseala este cea mai frecventă în cazul conducerii camioanelor pe distanțe lungi.

## Cauze
Pot exista mai multe motive pentru tailgating.

### Prevenirea tăierilor
Tailgating-ul poate apărea atunci când un vehicul încearcă să împiedice un alt vehicul din dreapta sau din stânga să îi taie calea. Vehiculul care se află în spatele vehiculului (sau care îl împiedică) va conduce cât mai aproape posibil de un alt vehicul din față pentru a împiedica vehiculul din lateral să îi taie calea. Ca toate formele, această practică de urmărire este ilegală și încearcă să forțeze vehiculul lateral să încetinească și să intre în linia de trafic din spatele vehiculului care îl urmărește. Această practică poate provoca furie la volan atunci când un vehicul blochează și altul încearcă să sfideze blocarea.

### Neglijență
Tailgating-ul poate avea loc din cauza lipsei de percepție a riscului. Astfel, se face în mod inconștient sau neglijent, foarte des de către persoane care se consideră șoferi siguri și care, în general, respectă alte reguli de circulație. Dovezile arată că șoferii mai experimentați sunt mai susceptibili de a fi implicați în coliziuni din spate⁠(d), posibil din cauză că își supraestimează abilitățile și se complac în a lăsa o distanță suficientă pentru a evita un accident.

### Constrângere
În forma sa cea mai necivilizată, poate fi un caz de furie la volan sau intimidare. Un exemplu ar fi acela în care șoferul care urmărește (șoferul din vehiculul care îl urmează) amenință cu avarierea vehiculului din față și a ocupanților acestuia, conducând agresiv - poate și folosind farurile și claxonul - pentru a-l constrânge pe șoferul vehiculului din față să se dea la o parte din drum. Este posibil ca șoferul urmărit să nu dorească să se conformeze, mai ales dacă acest lucru ar implica încălcarea legii, cum ar fi creșterea vitezei peste limita legală de viteză sau schimbarea benzii de circulație fără a ține seama de siguranță.

### Aerodinamică
O formă de tailgating deliberat cunoscută sub numele de „Slipstreaming⁠(d)”, „oprire forțată asistată de curent” sau „oprire automată forțată asistată de curent” (D-FAS) este o tehnică utilizată de unii hipermileri⁠(d) pentru a obține o economie mai mare de combustibil. D-FAS presupune oprirea motorului și alunecarea în punctul mort în timp ce se urmărește un vehicul mai mare pentru a profita de rezistența redusă a vântului⁠(d) în urma⁠(d) sa imediată. Rețineți că această practică este extrem de periculoasă: în timp ce tailgating-ul în sine este în mod inerent riscantă, pericolul de coliziune este crescut cu D-FAS, deoarece puterea pentru servofrâne poate fi pierdută după câteva apăsări ale pedalei de frână și, la mașinile mai vechi, presiunea face ca servodirecția⁠(d) să poată fi pierdută, de asemenea.

### Urmărire și coloane
Tailgating-ul poate avea loc atunci când șoferii a două vehicule nu doresc să fie separați, vehiculele se află într-o procesiune (de exemplu, o înmormântare) sau vehiculele mențin o formație în scopuri de securitate (de exemplu, escortarea unui demnitar sau a unui prizonier periculos). O altă sferă în care s-a observat tragerea la coadă este cea a șoferilor care se grăbesc sau alte activități pe drumurile publice a căror condiție prealabilă este urgența sau agitația⁠(d).

## Pericole de tailgating
Mersul în spatele vehiculului poate fi periculos pentru cel care îl urmărește, mai ales dacă acesta conduce îndeaproape în spatele unui vehicul mare (cum ar fi un tractor cu remorcă⁠(d) sau o cisternă de gaz). Prin mersul din spate, șoferul are la dispoziție o distanță mai mică pentru a opri, reduce marja de eroare și blochează conștientizarea împrejurimilor.
În cazul în care vehiculul din față încetinește brusc (de exemplu, atunci când întâlnește un ambuteiaj, un semafor, când evită pietonii etc.), vehiculul din spate are un risc ridicat de a provoca o coliziune în spate, pentru care, din punct de vedere al asigurării, va fi întotdeauna considerat responsabil. Frânarea persistentă este o excepție de la această regulă, caz în care, în general, vehiculul din față este considerat responsabil pentru daune.
În multe jurisdicții, se recomandă un interval de două secunde între două vehicule în mișcare succesivă, caracterizat în multe țări prin sloganul „numai un prost încalcă regula celor două secunde”.

## Prevenirea

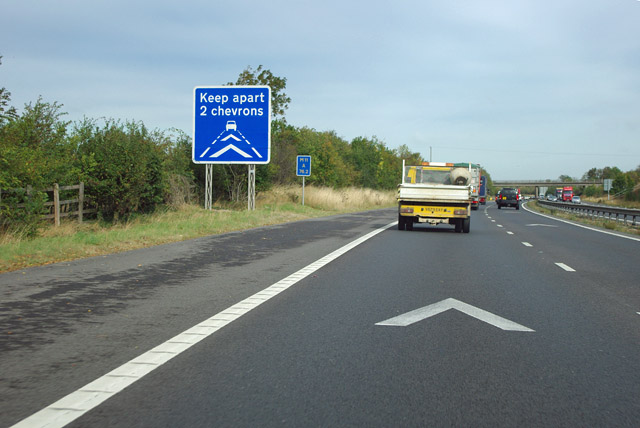
Indicatoare și marcaje rutiere anti-tailgating în Regatul Unit

Tailgating-ul provoacă majoritatea accidentelor din spate în Australia de Sud. Unele autostrăzi din Regatul Unit, Canada și Australia prezintă anumite marcaje rutiere care pot ajuta la rezolvarea acestei probleme. Formată dintr-un aranjament de chevronuri, aceasta reamintește șoferului să nu tragă din spate și ajută la respectarea regulii celor două secunde⁠(d). Formarea pentru obținerea permisului de conducere a vehiculelor de transport public de marfă în Marea Britanie prevede că, atunci când sunt trași din spate, camioanele ar trebui să mărească distanța de 2 secunde față de vehiculul din față la 3 secunde, pentru a se asigura că frânarea de urgență poate fi puțin mai blândă, pentru a compensa faptul că vehiculul din spate care trage din spate și-a consumat timpul de reacție până aproape de zero.
În Germania, tailgating-ul se pedepsește cu o amendă de până la 400 de euro. În caz de neglijență⁠(d) gravă, se acordă unul sau mai multe puncte de penalizare⁠(d), iar permisul de conducere poate fi suspendat imediat pentru o perioadă de până la 3 luni.